# Карты Маршалловых островов
Обитатели Маршалловых островов делали и использовали палочные карты для плавания на каноэ по Тихому океану у побережья Маршалловых островов. На картах представлены основные модели океанских волн и то, как острова на них влияют. Близость к острову определяется по нарушению в рисунке волн океана. Большинство диаграмм делались из остевых жилок кокосовых листьев. Связанные вместе, они формировали ажурную решётку. Местоположения островов указывались привязанными к решётке ракушками или вязаными соединениями нескольких палочек. Продольные детали представляли преобладающие фронты волн на поверхности океана и направления, которые они приобретали, встречаясь с волнением, отражённым от острова. Карты настолько различались по форме и интерпретации, что только навигатор, создавший карту, был единственным человеком, который мог её использовать. Применение подобных карт прекратилось после Второй мировой войны, когда электронные технологии сделали навигацию более доступной, а путешествия между островами на каноэ сократились.

## Значение палочных карт для истории картографии
Карты на палочках - значительный вклад в историю картографии. Они представляют собой систему картографирования океанских волн, которая не существовала в западной культуре. В таких картах используются материалы, отличные от тех, что используются в других частях света. Это говорит о том, что древние карты могли сильно отличаться от привычных нам сегодня, и они отображали природные явления, которые были важны для создателей этих карт.
В отличие от современных карт, палочные карты изучались и запоминались перед путешествием. Во время плавания к ним не обращались, в отличие от западных методов навигации, при которых к карте обращаются часто, а точки и курсы прокладываются как до, так и во время плавания. Маршалльские мореплаватели полагались на свои органы чувств и память, чтобы сориентироваться в море, садились на корточки или ложились в каноэ, чтобы почувствовать особенности крена судна на волнах.

## Волны океана, распознаваемые островитянами
Выделялись четыре основных типа океанического волнения: рилиб, каэлиб, бунгдокерик и бундоккеинг. Навигаторы обращали своё внимание на эффекты преграждения волн островами и на возникновение встречной зыби.  При этом, они больше сосредотачивались на рефракции волн, взаимодействующих с подводными склонами островов, на изгибании волн вокруг островов, на взаимодействии волн, идущих с противоположных направлений. На большей части диаграмм в виде изогнутых палочек и прутиков были представлены эти четыре типа океанских волн.

### Волны видаРилиб
Волны рилиб — самые сильные из четырёх типов океанических волн, они называются «хребтовыми» волнами. Порождаются северо-восточными пассатами и присутствуют в течение всего года, даже если они не проникают так далеко на юг, как Маршалловы острова. Обитатели Маршалловых островов считали, что волны рилиб пришли с востока, хотя угол ветра, а также влияние океанских течений меняли направление волн.

### Волны видаКаэлиб
Волна каэлиб слабее, чем рилиб, и может быть обнаружена только знающими людьми, но также присутствует круглый год.

### Волны видаБунгдокерик
Волна бунгдокерик также присутствует круглый год и возникает на юго-западе. На южных островах эта волна часто бывает такой же сильной, как рилиб.

### Волны видаБундоккеинг
Бундокеинг самый слабый из четырёх видов волн, в основном ощущается на северных островах.

## Категории палочных карт
Палочные карты делятся на три основные категории: маттанг, меддо (или медо) и реббелиб (или реббелит).

### КартыМаттанг
Маттанг — это абстрактная диаграмма, используемая в качестве наглядного пособия для обучения принципам взаимодействия острова с волнами.

### КартыМеддо
На карте меддо показаны настоящие острова и их взаимное или точное положение. Карты меддо отражали направление основных волн, приходящих с океанских просторов, как они изгибаются вокруг определённых островов и пересекаются друг с другом, а также расстояние, на котором можно обнаружить остров. На диаграмме меддо изображена только часть островов какой либо группы.

### КартыРеббелиб
Карты реббелиб отображали ту же информацию, что и карта меддо, но более детально. В отличие от диаграмм меддо, они могли показать все острова или большую часть островов цепочек.

## Передача знаний в виде палочных карт
Не все жители Маршалловых островов умели составлять и использовать палочные карты. Лишь немногие вожди знали метод составления карт, и эти знания передавались только от отца к сыну. Рядовые островитяне, чтобы воспользоваться штурманскими знаниями, должны были присоединиться к группе каноэ, сопровождаемой навигатором, умеющим пользоваться картами.
Лишь в 1862 году эта уникальная система пилотирования была опубликована в уведомлении, подготовленном христианским миссионером. В 1890-х годах система была подробно описана военно-морским офицером Императорского германского флота капитаном Винклером, командиром Корабля его величества «Буссард», дислоцированного в 1896 году на Маршалловых островах, которые в то время находились под властью Германии. Впоследствии, он описал эту систему в публикации 1898 года. Винклера настолько заинтриговали палочные карты, что он приложил большие усилия, чтобы определить лежащие в их основе принципы навигации, и убедил островитян-мореходов рассказать, как пользоваться картами.